# Monotoca linifolia
Monotoca linifolia är en ljungväxtart. Monotoca linifolia ingår i släktet Monotoca och familjen ljungväxter.

## Underarter
Arten delas in i följande underarter:
- M. l. algida
- M. l. linifolia